# Alyssa Campanella
Alyssa Marie Campanella Nuevo Brunswick, Nueva Jersey el 21 de marzo de 1990) es una reina de belleza y modelo estadounidense, ganadora del Miss USA 2011; representó a los Estados Unidos en Miss Universo 2011 quedando como semifinalista en el top 16. Fue la primera finalista del certamen Miss Teen USA 2007 representando a Nueva Jersey pero el certamen Miss USA lo ganó representando a California.

## Miss Teen USA

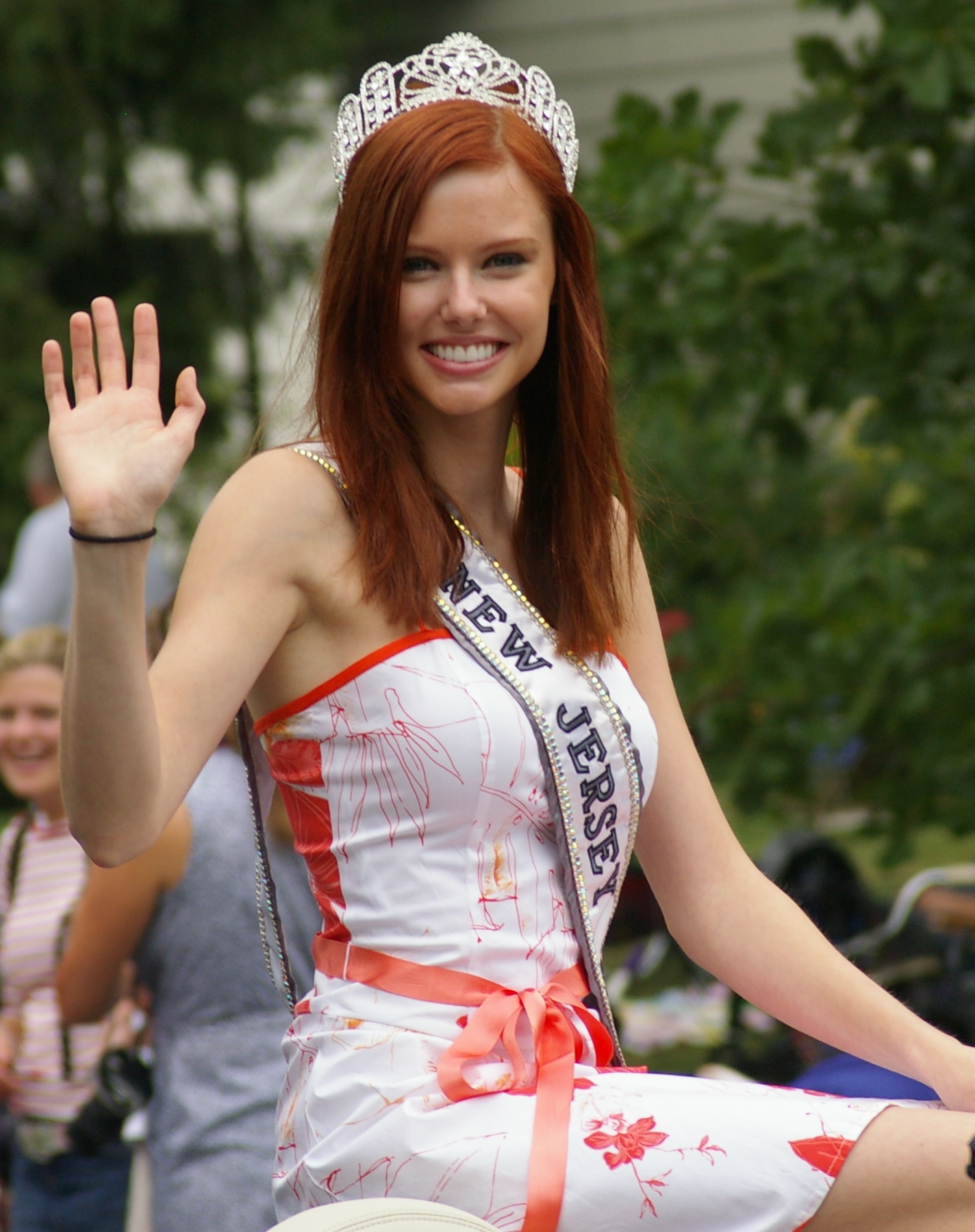
Campanella durante su reinado como Miss New Jersey Teen USA 2007

En octubre de 2006, Campanella fue coronada como Miss New Jersey Teen USA 2007 (la primera ganadora en tener el cabello rojo) ganando la oportunidad de representar a Nueva Jersey en Miss Teen USA 2007, el cual fue transmitido en vivo desde Pasadena, California el 24 de agosto de 2007 y en el cual obtuvo el título de primera finalista del certamen siendo la ganadora Hilary Cruz del estado de Colorado.

## Miss USA

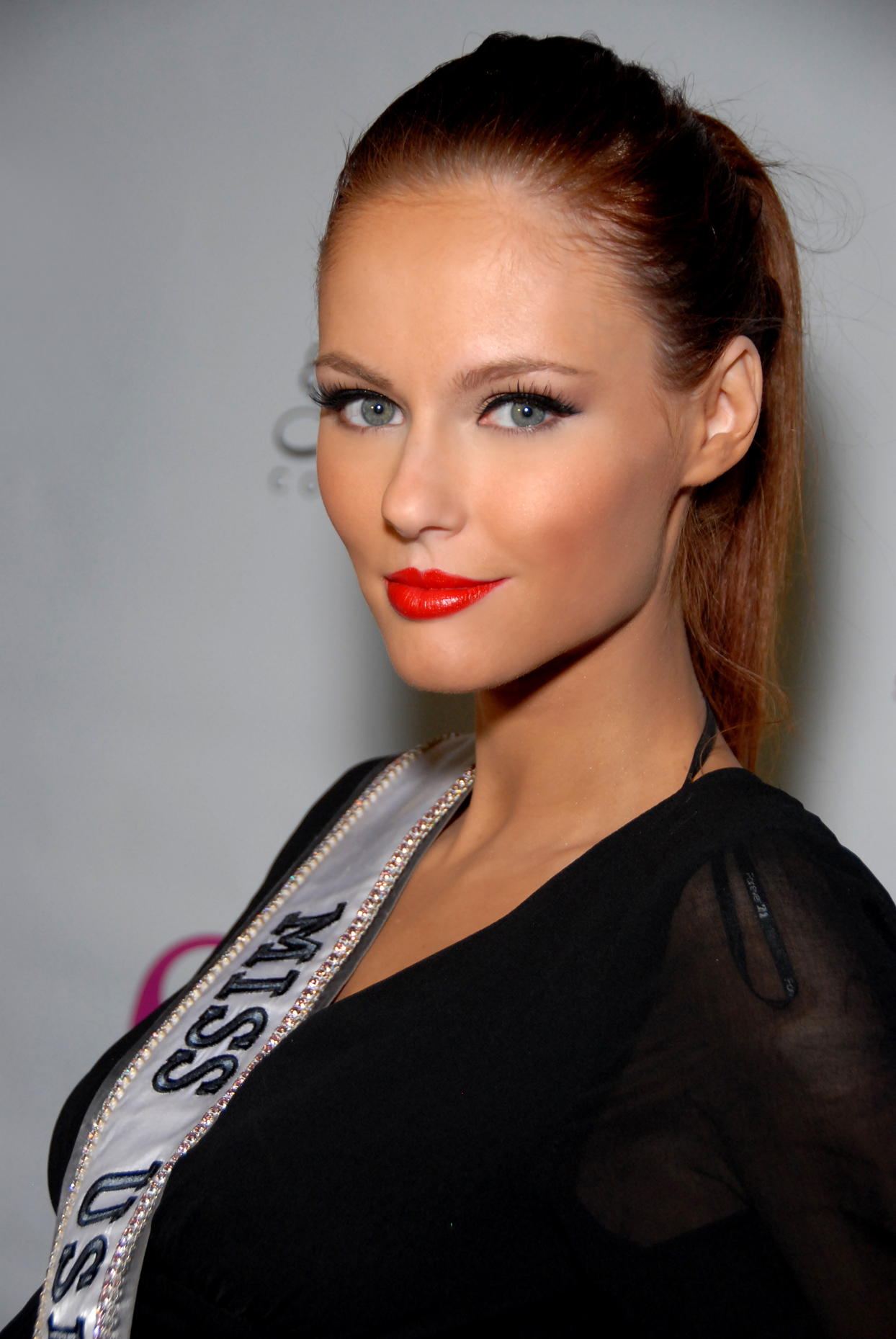
Alyssa en Las Vegas.

Campanella compitió en el Miss New Jersey USA dos veces, quedando como primera finalista en 2008 y en el top 15 en el 2009.
El 21 de noviembre de 2010, compitió en el certamen de Miss California USA representando a Los Ángeles en la que ganó el título. siendo la primera delegada estatal del Miss Teen USA en representar a California en Miss USA desde que Shauna Gambill participó en 1998. siendo una de las favoritas a la corona de Miss USA por la prensa desde antes que iniciara el certamen.
El 19 de junio de 2011, ganó la corona de Miss USA en Las Vegas, Nevada. Como Miss USA 2011, representó a los Estados Unidos en Miss Universo 2011 en septiembre del presente año.

## Miss Universo

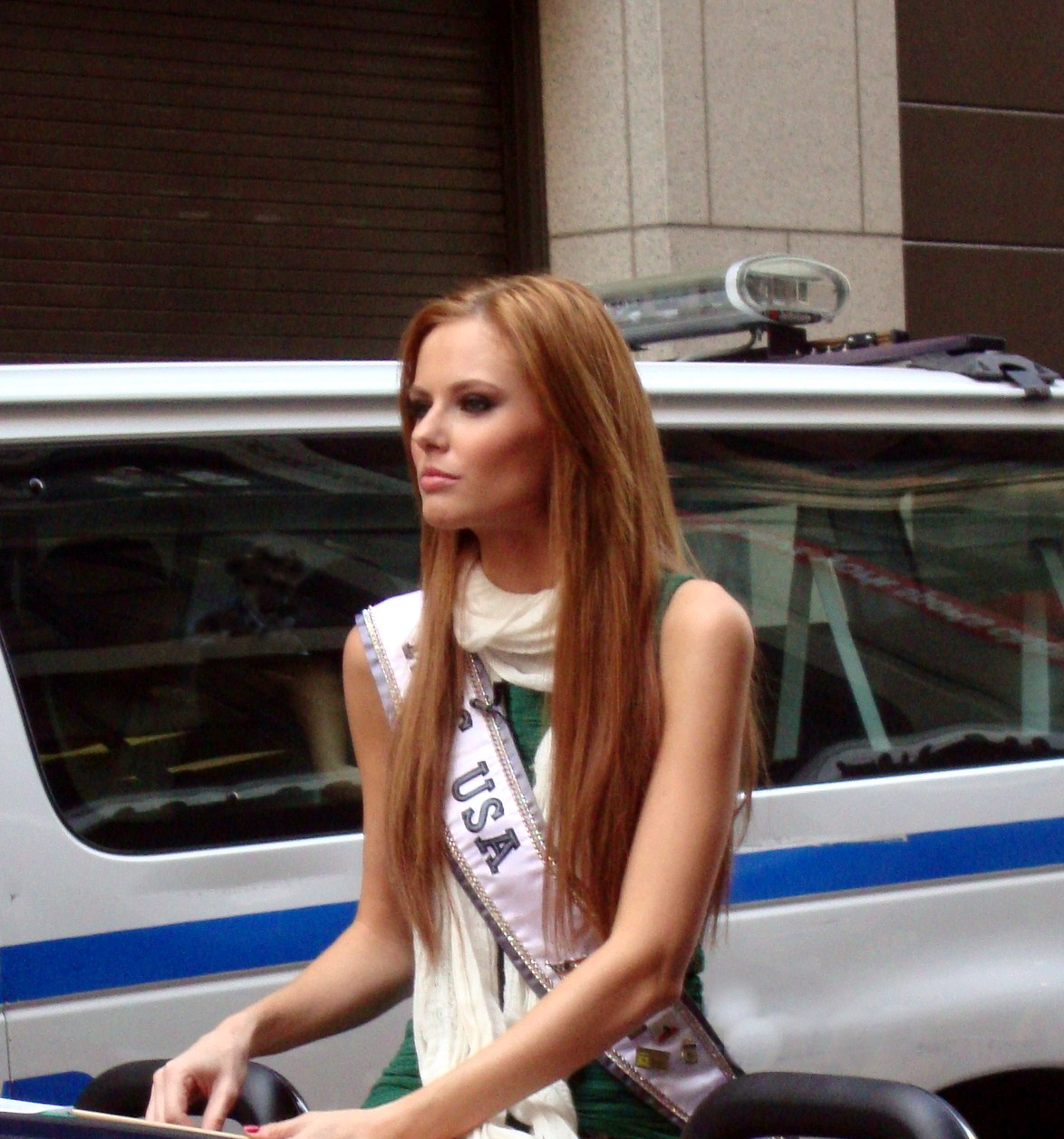
Alyssa en Nueva York

Como Miss USA tuvo el deber de representar a su nación en el certamen Miss Universo 2011 celebrado el 12 de septiembre en Sao Paulo, Brasil. Pese haberse destacado desde el comienzo como favorita para alzarse con el título, Alyssa clasificó primero entre las 16 semifinalistas pero más tarde quedó fuera para el siguiente grupo de las diez. Su no clasificación en el Top 10 se debió, según los expertos, a la gran pérdida de peso que sufrió desde que ganase Miss Estados Unidos debido al estrés. A pesar de ello sigue siendo admirada por los "missologos" y fanes del certamen por su extraordinaria belleza facial, pudiendo ser considerada una de las Miss Estados Unidos más bella de la historia.